# Поєнь (комуна, Клуж)
Поєнь, Поєні (рум. Poieni) — комуна у повіті Клуж в Румунії. До складу комуни входять такі села (дані про населення за 2002 рік):
- Болога (687 осіб)
- Валя-Дреганулуй (1735 осіб)
- Лунка-Вішагулуй (266 осіб)
- Морлака (910 осіб)
- Поєнь (1181 особа)
- Транішу (492 особи)
- Ходішу (473 особи)
- Чербешть (37 осіб)

Комуна розташована на відстані 373 км на північний захід від Бухареста, 58 км на захід від Клуж-Напоки.

## Населення
За даними перепису населення 2002 року у комуні проживала 5781 особа.
Національний склад населення комуни:
| Національність | Кількість осіб | Відсоток |
| -------------- | -------------- | -------- |
| румуни         | 5561           | 96,2%    |
| цигани         | 189            | 3,3%     |
| угорці         | 29             | 0,5%     |
| німці          | 1              | < 0,1%   |
| словаки        | 1              | < 0,1%   |

Рідною мовою назвали:
| Мова      | Кількість осіб | Відсоток |
| --------- | -------------- | -------- |
| румунська | 5755           | 99,6%    |
| угорська  | 19             | 0,3%     |
| циганська | 7              | 0,1%     |

Склад населення комуни за віросповіданням:
| Релігія        | Кількість осіб | Відсоток |
| -------------- | -------------- | -------- |
| православні    | 5324           | 92,1%    |
| п'ятдесятники  | 249            | 4,3%     |
| баптисти       | 71             | 1,2%     |
| греко-католики | 40             | 0,7%     |
| реформати      | 21             | 0,4%     |
| римо-католики  | 8              | 0,1%     |
| юдеї           | 3              | 0,1%     |
| адвентисти     | 2              | < 0,1%   |
| мусульмани     | 1              | < 0,1%   |
| не релігійні   | 1              | < 0,1%   |
| атеїсти        | 1              | < 0,1%   |

## Зовнішні посилання
- Дані про комуну Поєнь на сайті Ghidul Primăriilor